# Jerzy Leyko

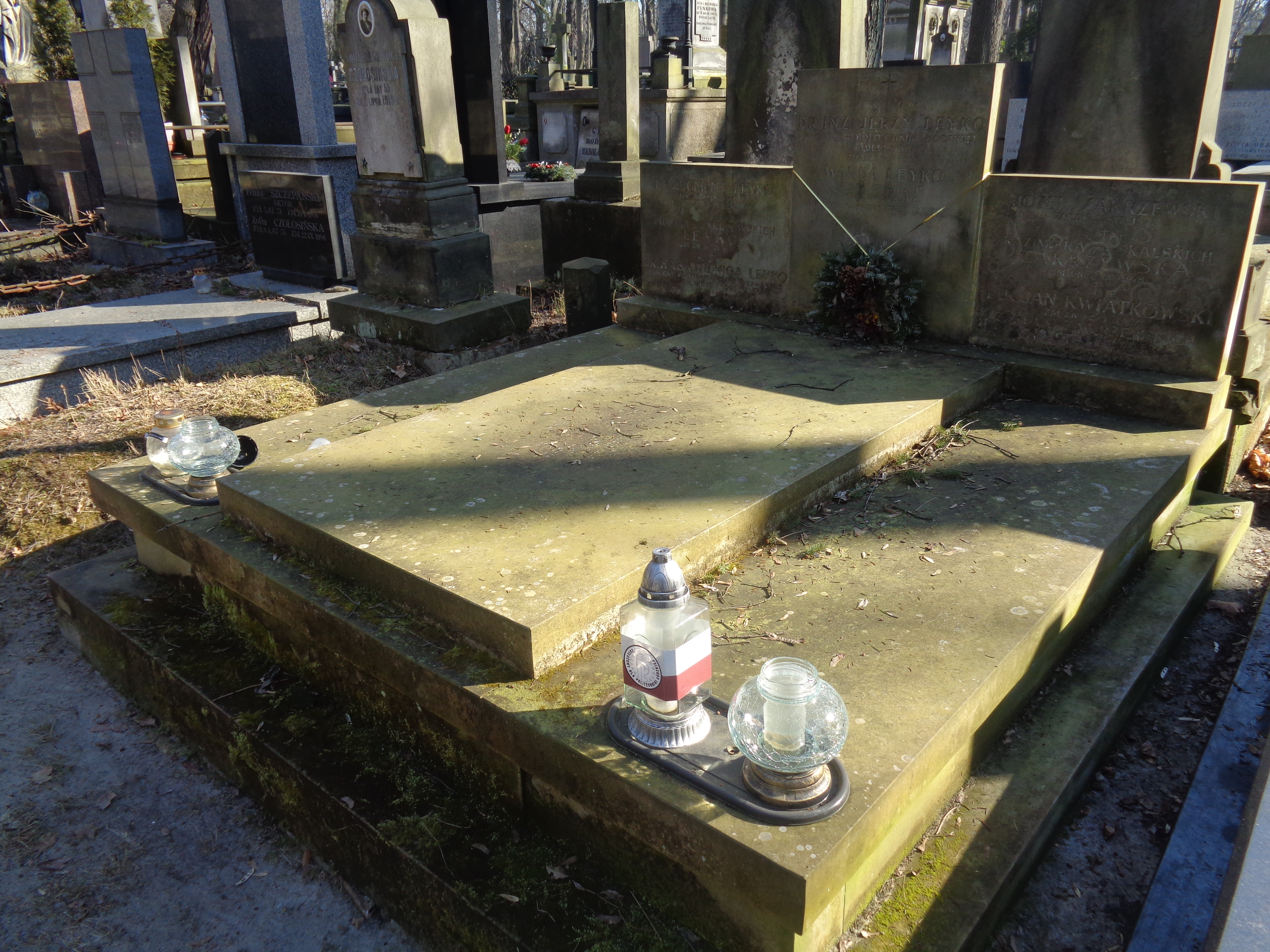
Nagrobek Jerzego Leyko na cmentarzu Powązkowskim

Jerzy Leyko (ur. 10 marca 1918 w Krakowie, zm. 30 maja 1995 w Łodzi) – polski specjalista w dziedzinie wytrzymałość materiałów i konstrukcji, profesor Politechniki Łódzkiej.

## Życiorys
Urodził się w rodzinie Zygmunta (zm. 1958), profesora SGGW, i Jadwigi z Zakrzewskich (zm. 1966). Do czasu wybuchu II wojny światowej ukończył 6 semestrów na Oddziale Lotniczym Wydziału Mechanicznego Politechniki Warszawskiej.
Od 1942 roku do wybuchu powstania warszawskiego pracował jako asystent w Państwowej Wyższej Szkole Technicznej w Warszawie, kontynuując jednocześnie studia w ramach tajnego nauczania. W powstaniu warszawskim brał udział jako żołnierz Armii Krajowej – dywizjon 1. pułku szwoleżerów Józefa Piłsudskiego.
Po wyzwoleniu kraju uzyskał w 1946 roku tytuł zawodowy magistra inżyniera mechanika na Wydziale Mechanicznym Politechniki Warszawskiej. 15 września 1945, jeszcze przed uzyskaniem dyplomu, został zatrudniony jako asystent w nowo utworzonej Katedrze Mechaniki Politechniki Łódzkiej. W roku akademickim 1946/47 prowadził wykłady ze statyki lotniczej na Wydziale Mechanicznym PŁ, na którym w 1949 roku uzyskał stopień doktora nauk technicznych.
We wrześniu 1950 został mianowany zastępcą profesora oraz powołany na stanowisko Kierownika Katedry Mechaniki Teoretycznej i Stosowanej na Wydziale Włókienniczym Politechniki Łódzkiej. W 1953 roku został kierownikiem Katedry Wytrzymałości Materiałów na Wydziale Mechanicznym PŁ. W 1954 roku otrzymał tytuł naukowy profesora nadzwyczajnego, w 1964 roku stanowisko i tytuł profesora zwyczajnego.
Jego działalność naukowa dotyczyła głównie teorii płyt i powłok oraz stateczności konstrukcji cienkościennych. Był twórcą uznanej w kraju, a znanej również za granicą, „łódzkiej szkoły stateczności konstrukcji”. Jest autorem lub współautorem 8 pozycji książkowych i 25 artykułów naukowych. Wypromował 22 doktorów nauk technicznych, z których 6 otrzymało tytuł profesora.
W latach 1952–1956 był prodziekanem, a w latach 1958–1960 dziekanem Wydziału Mechanicznego Politechniki Łódzkiej. Od utworzenia Instytutu Mechaniki Stosowanej w 1970 roku do przejścia na wcześniejszą emeryturę w 1981 roku kierował tym Instytutem jako dyrektor. W 1985 roku zawiesił emeryturę i podjął pracę na stanowisku profesora zwyczajnego w Politechnice Lubelskiej, w związku z uruchomieniem w Katedrze Mechaniki Stosowanej Wydziału Mechanicznego nowej specjalności: „Budowa Śmigłowców”, na której prowadził wykłady z „Wytrzymałości konstrukcji lotniczych”. W Politechnice Lubelskiej pracował przez 3 lata do osiągnięcia wieku emerytalnego.
Członek założyciel Polskiego Towarzystwa Mechaniki Teoretycznej i Stosowanej (1958).
W 1974 roku został laureatem Nagrody Miasta Łodzi w dziedzinie nauk technicznych.
Zmarł w Łodzi, pochowany na cmentarzu Powązkowskim w Warszawie (kwatera M-2-25,26).

## Ordery i odznaczenia
- Order Sztandaru Pracy II klasy (1974)
- Warszawski Krzyż Powstańczy
- Medal 10-lecia Polski Ludowej (15 stycznia 1955)[6]
- Medal Komisji Edukacji Narodowej (1980)
- Odznaka tytułu honorowego „Zasłużony Nauczyciel PRL” (1976)